# 제29회 부산국제단편영화제
제29회 부산국제단편영화제는 2012년 5월 10일에 열린 시상식이다.

## 수상 및 후보

### 최우수작품상(국제경쟁)
- 원숭이 놀래키려고 닭 죽이기 - 얀스 아수르 수상

### 우수작품상(국제경쟁)
- 반달곰 - 이정홍 수상

### 심사위원특별상(국제경쟁)
- 태양의 인큐베이터 - 아마르 알 베이크 수상

### 연기상(한국경쟁)
- 애드벌룬 - 이민지 외 수상

### 오퍼레이션키노(최우수작품상)
- 숨비소리 메아리 - 배병건 수상

### 작품상(BS부산은행상)
- 애드벌룬 - 이우정 수상

### 픽션상(송도해수피아상)
- 추운 1월 - 로마니 사아드 수상

### 다큐멘터리(동일철강상)
- 모래 - 강유가람 수상

### 애니메이션상(서현레져상)
- 플라밍고 프라이드 - 토머 에셰드 수상

### 실험영화상(서울프로폴리스상)
- 할머니들 - 아파린 에그발 수상

### 부산 스튜던트 어워드
- 불규칙한 계절 - 에이드리언 보우 수상

### 기술상
- 33리 - 조승연 수상

### 국제경쟁
- 행복한 기념일 - 쳉 텡 외1명
- 오브젝션 식스 - 롤랜도 콜라
- 애프터 더 크레딧츠 - 조쉬 로슨
- 오하이오 삿포로 - 김성준
- 졸린 눈 - 지크프리트 A. 프위아프
- 마리 - 임다슬
- 피날레 - 벌라쥐 시모니
- 반달곰 - 이정홍
- 강철의 농부 - 오정택
- 티어드롭 - 다미안 존 하퍼
- 이 목마름 - 프랑소와 보겔
- 메이크업 - 현정재
- 추운 1월 - 로마니 사아드
- 엔틱카메라 - 정해일
- 취한 배 - 김하나
- 스노우 바운드 - 알렉시스 포티어 고띠에
- 방관자들 - 박석재
- 전기쇼크 - 챈들러 외5명
- 마에스트로 - 아담 앤서니
- 잇츠 낫싱 - 니꼴라 로이
- 할매 - 김지곤
- 아이쿠 아이쿵! - 이민경
- 청이 - 김정인
- 리틀 프레셔스 - 이린 보 천
- 고요한 밤 - 베크 킹마
- 플라잉 엑시던트 - 신동현
- 잃어버린 표정 - 다미앙 디오니시오
- 모래 - 강유가람
- 나무 공 - 막심 헥토르
- 카데바 - 조나 D. 앤셀
- 불규칙한 계절 - 에이드리언 보우
- 그랜드마더 - 아파린 에그발
- 33리 - 조승연
- 불청객 - 쉬 정이
- 언더 어 베스트 - 칼 보너
- 산책 - 박민선
- 재 - 진 후아칭
- 애프터 - 루카즈 코노파
- 졸업여행 - 박선주
- 플라밍고 프라이드 - 토머 에셰드
- 연보라빛 새 - 오광록
- 원숭이들 겁주려 닭들 죽이기 - 얀스 아수르
- 작은 탈출 - 심세부
- 케디 - 스테판 뉴베거
- 나의 오른쪽. 당신의 왼쪽 - 이주영
- 어떤 약속 - 필감성
- 정숙씨, 가슴을 - 김은영
- 태양의 인큐베이터 - 아마르 알 베이크
- 삶은 저편에 - 엘사 퀴네트
- 우리네 가족 - 한정국
- 우리 엄마 아빠 그리고 하나님과 사탄 - 파웰 조즈비악-로댕
- 내일 - 이재우
- 제대로 걷기 - 김명심
- 오행 - 모한 쿠르마 바라살라
- 갈릴레오의 달 - 퀴뮤 카잘프림
- 애드벌룬 - 이우정
- 정상인 - 피토르 즈로토로위츠
- 오디세우스 겜비트 - 알렉스 로라
- 숲 - 아이다 라메즈아노바

### 초청작
- 사진을 정리하다 - 도미니크 카브레라 외 1명
- 도시가 엄습할 때 - 도미니크 카브레라
- 광적인 평화 - 도미니크 카브레라
- 쿠르뇌브의 한 우체국 - 도미니크 카브레라
- 탑 안의 레잔 - 도미니크 카브레라
- 정원을 건너다 - 도미니크 카브레라
- 어느 평범한 방리유의 연대기 - 도미니크 카브레라 외 1명
- 그곳에 머물다 - 도미니크 카브레라
- 여기 그리고 저기 - 도미니크 카브레라
- 최악의 정치 - 도미니크 카브레라
- 사랑의 멜로디 - 도미니크 카브레라
- 나에게도 발언권이 있다 - 도미니크 카브레라
- 우리에게 남을 것 - 빈센트 맥케인
- 매일 그리고 내일 - 파브리스 메인
- 트렝블레 앙 프랑스 - 빈센트 비지오즈
- 파리, 19세기의 수도 - 벤자맹 바르두
- 로고라마 - 프랑소와 알로 외 2명
- 소매치기의 모짜르트 - 필립페 폴렛-빌라드
- 머리 없는 남자 - 후안 솔라나스
- 나사 - 디디에르 프라망드
- 쓸모없는 것들 - 장-피에르 주네
- 배우 - 장 프랑수아 라귀니
- 소개 혹은 샤를로트와 그녀의 스테이크 - 에릭 로메르
- 빨간 풍선 - 알베르 라모리스
- 광대의 24시간 - 장 피에르 멜빌
- 시인의 피 - 장 콕토
- 소녀 릴리 - 알베르토 카발칸티
- 신성한 검 - 세군도 데 초몬
- 마르셀 코믹스 - 2011년도 VFX 색션 학생들
- 환자들의 육체 - 죠나단 리크부르그
- 거짓 이야기 - 시릴 허버트
- 닫힌 기억 - 조르쥬 아르낙 외 1명
- 주디 19 - 라파엘 홀트
- 죄의식의 여정 - 마셍스 파리
- 17호 빌딩 - 줄리앙 수데
- 그의 스케치 - 샤롯 미셀
- 나는 수잔을 제거했다 - 미카엘 고딘
- 개똥벌레의 눈물 - 앙트완 모케
- 신에게 말해야만 하는 것 - 엘자 디링거
- 아틀란티크 - 마티 디옵
- 무싸 - 소피안 벨무덴
- 마누 - 제레미 엘카임
- 프랑스-브라질 그리고 다른 이야기들 - 마크 피카베즈
- 채워질 수 없는 것들 - 안현준
- 겨울 꽃 - 박향은
- 자위전쟁 - 김유리
- 상수 - 배기성
- 달의 몰락 - 김성은
- 플란다스를 향해 - 이현석
- 하루 - 김종우
- 미싱 - 손승웅
- 4컷 만화 - 김명주
- 로 - 김정남
- 짝퉁 엄마 - 이은상
- 인도에서 온 말리 - 장재현
- 검은 깃발 - 엄준석
- 안녕, 망고 - 이나경
- 사랑해, 드엉티짱 - 김수연
- 고함 - 배종대
- 애심 - 그의 노래 - 백정민
- 마리와 레티 - 최진영
- 타래 - 이재민
- 틈 - 아라이 사토시
- 영화! 영화 - 우바이
- 그 남자의 방송국 - 청량
- 샤오마 - 루어잉하오
- 더블 - 쟈오 한 큉
- 3가지 급한 일 - 주가몽
- 엔카운터스 - 타카시 이츠카
- 콩팥 - 유지 미츠하시
- 길 위의 그림 연극 - 타치바나 타카후미

### 비경쟁작
- 구름 속에서 헤엄치기 - 테오 보우보우넬레 외5명
- 오줌 누고 잘걸 - 권미정
- 아이쿠 아이쿵! - 이민경
- 동물 바벨탑 - 리 추나 외2명
- 원숭이 왕 - 홍준표
- 반짝반짝이는: 빛이나다 - 임민지
- 바다가 내 집이라네 - 시에나 코잘
- 스프의 정원 - 임이랑
- 뮤지컬 노트 - 이윤신 외1명
- 페어리 테일 - 김지현